# Куно-Ганс фон Бот
Куно-Ганс фон Бот (нім. Kuno-Hans von Both; нар. 9 квітня 1884, Саверн, Ельзас-Лотарингія — пом. 22 травня 1955, Габіхтсвальд, Гессен) — німецький воєначальник часів Третього Рейху, генерал від інфантерії Вермахту (1940). Кавалер Pour le Mérite (1918) і Лицарського хреста Залізного хреста (1941). Учасник Першої та Другої світових війн.

## Біографія
Куно-Ганс Пауль Герман Людвіг Віктор фон Бот народився 9 квітня 1884 у Саверні в «імперській» німецькій провінції Ельзас-Лотарингія у старовинній дворянській родині вихідця з Мекленбургу оберстлейтенанта Александра фон Бота (1842—1905).
Військова кар'єра
- 24 квітня 1903 — фанен-юнкер
- 1 серпня 1903 — фанен-юнкер-єфрейтор
- 29 серпня 1903 — фанен-юнкер-унтерофіцер
- 19 грудня 1903 — фенрих
- 18 серпня 1904 — лейтенант
- 18 серпня 1913 — оберлейтенант
- 25 лютого 1915 — гауптман
- 1 січня 1928 — майор
- 1 квітня 1931 — оберстлейтенант
- 1 грудня 1933 — оберст
- 1 січня 1937 — генерал-майор
- 1 жовтня 1938 — генерал-лейтенант
- 1 червня 1940 — генерал від інфантерії

24 квітня 1903 молодий Куно поступив фанен-юнкером на військову службу до 89-го гренадерського полку Великого князівства Мекленбург. З 1 листопада 1903 по 25 липня 1904 пройшов навчання у військовому училищі в Ґлоґау з отриманням 18 серпня 1904 по завершенню програми навчання першого офіцерського звання «лейтенант». Продовжував службу у II. батальйоні рідного полку; 18 серпня 1913 отримав звання оберлейтенанта.
На початок Першої світової війни перебував на посаді командира 8-ї роти у 90-му резервному піхотному полку. З лютого 1915 до вересня 1916 командир кулеметної роти полку. Одночасно з травня 1915 до серпня 1916 року періодично виконував обов'язки командирів батальйонів III.-го, I.-го та II.-го по черзі. З 26 вересня 1916 року до 25 листопада 1917 — командир кулеметних підрозділів при штабі 90-го резервного полку. З листопада 1917 до закінчення війни командир I.-го піхотного батальйону свого полку. 10 квітня 1918 року за проявлену мужність та особисту хоробрість при веденні боїв нагороджений вищою нагородою Пруссії — орденом Pour le Mérite. Після завершення світової війни нетривалий час служив на штабній посаді при штабі 226-ї піхотної дивізії.
З 6 січня 1919 року командир резервного батальйону 89-го гренадерського полку, з травня — командир роти в 17-му піхотному полку Рейхсверу. 1 жовтня 1922 отримав призначення на посаду до штабу 4-ї дивізії у Дрездені, де служив п'ять років до 1927 року. Надалі проходив службу на різнорідних посадах, доки 1 жовтня 1931 року не був поставлений на посаду командира II.-го піхотного батальйону 5-го піхотного полку, де перебував до 1 лютого 1934. У 1934—1938 — командир піхотного полку в Любеку, начальник піхотного училища у Ганновері. 1 січня 1937 отримав військове звання генерал-майор.
10 листопада 1938 генерал-лейтенант К.фон Бот отримав під своє керівництво 21-шу піхотну дивізію Вермахту. На чолі з'єднання брав участь у битвах Польської кампанії. 26 жовтня 1939 року призначений командиром I армійського корпусу, яким він керував під час Західної кампанії та війни проти Радянського Союзу до квітня 1943. 1 червня 1940 отримав військове звання генерала від інфантерії.
1 квітня 1943 року отримав посаду командувача військами безпеки тилу в армійській зоні групи армій «Північ» (нім. Befehlshaber des Rückwärtigen Heeresgebietes im Heeresgebiet Nord). Після цього нетривалий час перебував у резерві фюрера, а згодом, з липня 1944 до квітня 1945 командував військами забезпечення безпеки в тиловій зоні груп армій «Південна Україна» та «Південь».
8 квітня 1945 виведений до резерву; 2 травня 1945 захоплений у полон союзними військами, де перебував в ув'язненні до 17 квітня 1947 року.
Після звільнення з табору військовополонених повернувся до Німеччини. Помер 22 травня 1955 в Ехлені, передмісті Габіхтсвальда, адміністративного округу Кассель, Гессен.

## Нагороди
- Лицарський хрест ордена Франца Йосифа (Австро-Угорщина) (27 січня 1911)
- Орден дому Ліппе 4-го класу (Ліппе-Детмольд) (18 червня 1914)
- Медаль «За заслуги» (Мекленбург-Стреліц) (18 червня 1914)

### Перша світова війна
- Хрест «За заслуги у війні» (Мекленбург-Стреліц) 2-го класу (14 вересня 1914)
- Залізний хрест
  - 2-го класу (22 вересня 1914)
  - 1-го класу (9 лютого 1915)
- Хрест «За заслуги у війні» (Мекленбург-Стреліц) 1-го класу (25 листопада 1915)
- Орден Святого Йоанна (Бранденбург), почесний лицар (26 лютого 1917)
- Хрест «За військові заслуги» (Мекленбург-Шверін) 2-го класу (20 березня 1917)
- Лицарський хрест королівського ордена дому Гогенцоллернів з мечами (23 грудня 1917)
- Pour le Mérite (10 квітня 1918)
- Нагрудний знак «За поранення» в чорному (10 травня 1918)
- Орден «За заслуги» (Баварія) 4-го класу з мечами (27 червня 1918)

### Міжвоєнний період
- Орден крові
- Почесний хрест ветерана війни з мечами (20 грудня 1934)
- Медаль «За вислугу років у Вермахті» 4-го, 3-го, 2-го і 1-го класу (25 років)

### Друга світова війна
- Застібка до Залізного хреста
  - 2-го класу (10 вересня 1939)
  - 1-го класу (25 вересня 1939)
- Лицарський хрест Залізного хреста (9 липня 1941)
- Медаль «За зимову кампанію на Сході 1941/42»
- Німецький хрест в золоті (9 вересня 1942)